# Збуйно (Свентокшиське воєводство)
Збуйно (пол. Zbójno) — село в Польщі, у гміні Фалкув Конецького повіту Свентокшиського воєводства.
Населення — 131 особа (2011).
У 1975-1998 роках село належало до Пйотрковського воєводства.

## Демографія
Демографічна структура на день 31 березня 2011 року:
|          | Загалом | Допрацездатний вік | Працездатний вік | Постпрацездатний вік |
| -------- | ------- | ------------------ | ---------------- | -------------------- |
| Чоловіки | 65      | 11                 | 42               | 12                   |
| Жінки    | 66      | 10                 | 32               | 24                   |
| Разом    | 131     | 21                 | 74               | 36                   |